# Thulium-171
Thulium-171 of 171Tm is een onstabiele radioactieve isotoop van thulium, een lanthanide. De isotoop komt van nature niet op Aarde voor.
Thulium-171 ontstaat onder meer bij het radioactief verval van erbium-171.
{\displaystyle {\ce {{^{171}_{68}Er}->{^{171}_{69}Tm}+{e^{-}}+{\bar {\nu }}_{e}}}}

## Radioactief verval
Thulium-171 vervalt door β−-verval naar de stabiele isotoop ytterbium-171:
{\displaystyle {\ce {{^{171}_{69}Tm}->{^{171}_{70}Yb}+{e^{-}}+{\bar {\nu }}_{e}}}}
De halveringstijd bedraagt iets minder dan 2 jaar.
144Tm · 145Tm · 146Tm · 146mTm · 147Tm · 147mTm · 148Tm · 148mTm · 149Tm · 150Tm · 150m1Tm · 150m2Tm · 151Tm · 151m1Tm · 151m2Tm · 152Tm · 152m1Tm · 152m2Tm · 153Tm · 153mTm · 154Tm · 154mTm · 155Tm · 155mTm · 156Tm · 156mTm · 157Tm · 158Tm · 158mTm · 159Tm · 160Tm · 160m1Tm · 160m2Tm · 161Tm · 161m1Tm · 161m2Tm · 162Tm · 162mTm · 163Tm · 164Tm · 164mTm · 165Tm · 166Tm · 166mTm · 167Tm · 167m1Tm · 167m2Tm · 168Tm · 169Tm · 170Tm · 170mTm · 171Tm · 171mTm · 172Tm · 173Tm · 173mTm · 174Tm · 175Tm · 176Tm · 177Tm · 178Tm · 179Tm · 180Tm · 181Tm